# Raimund Dreyschock
Raimund Dreyshock (20. srpna 1824, Žáky u Kutné Hory - 6. února 1869, Stötteritz u Lipska) byl německo-český houslista a skladatel.

## život
Otec Raimunda Dreyschocka byl hudbymilovný vysoký úředník ve státní správě. Ten Raimunda, podobně jako jeho staršího bratra Alexandra (1818–1869) vedl k hudbě.
V jedenácti letech ho poslal ke studiu na Pražskou konzervatoř, kde se jeho učitelem hry na housle stal Friedrich Wilhelm Pixis (1785–1842). Po dokončení studií doprovázel bratra Alexandra na některých jeho koncertních turné.
V roce 1845 odešel do Lipska, kde se stal členem orchsestru Gewandhausu. Po odchodu Josepha Joachima (1831-1907) z orchestru v roce 1850, získal Raimund místo druhého koncertního mistra po Ferdinandu Davidovi (1810-1873).
Kromě toho se stal také učitelem hry na housle na Lipské konzervatoři, kde mezi jeho studenty patřili George Japha (1834-1892), Oskar Rieding (1846-1916) a Henry Schradieck (1846-1918).
V roce 1851 se Raiumd Dreyschock oženil s altistkou Elisabeth rozenou Nosé (1834–1911) z Kolína nad Rýnem, která studovala v Lipsku. Pár žil na několika adresách v Lipsku. V roce 1860 se jim narodil syn Felix (1860–1906), který se později stal klavíristou.
V roce 1867 si Elisabeth Dreyschocková ve svém bytě otevřela „Gesanglehr-Institut“ (Ústav výuky zpěvu).
Počátkem roku 1868 musel Raymund Dreyschock pro nemoc zanechat své umělecké činnosti.  Zemřel v únoru následujícího roku. Protože je Stötteritz v literatuře důsledně uváděn jako místo úmrtí, lze předpokládat, že svůj poslední čas strávil v Güntzově soukromém ústavu v Thonbergu u Stötteritze. Jeho vdova se se synem přestěhovala do Berlína.

## Dílo

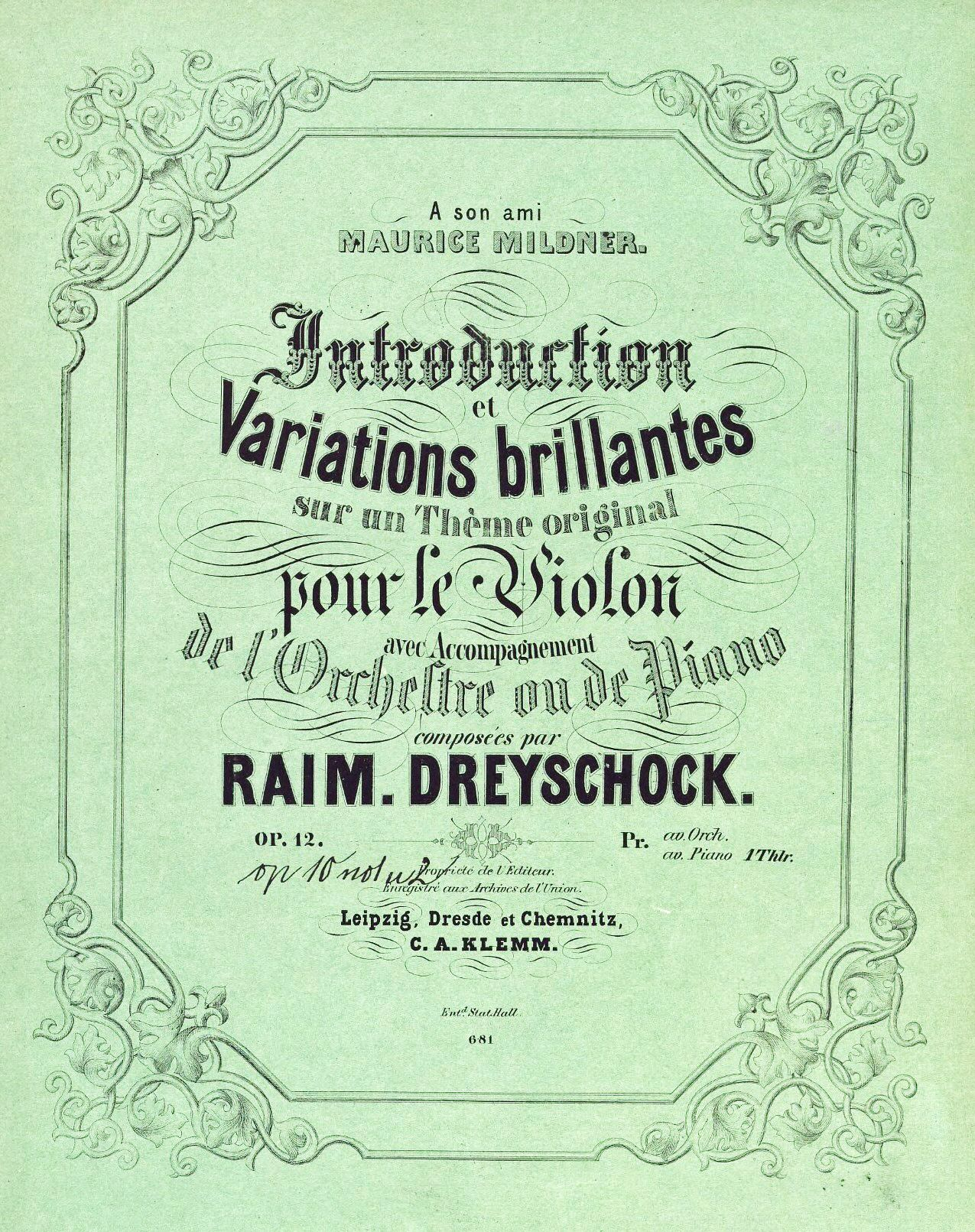
Titulní strana výtisku Introduction et Variations brillantes pro housle

Raimund Dreyschock byl v omezené míře aktivní i jako skladatel. Knihovna Berlínské univerzity umění uchovává 31 notových rukopisů, včetně sólové, komorní a orchestrální hudby. Jeho spis Introduction et Variations brillantes pro housle, orchestr a klavír vyšel tiskem.